# BB 60000
Las locomotoras BB 60000 de SNCF son locomotoras diésel-eléctricas con monocabina destinadas a tráficos regionales de mercancías y maniobras de clasificación.
Están fabricadas por Alsthom y montadas y probadas en la factoría de Vossloh en Albuixech, Valencia.
El modelo es una versión modernizada de la Serie 311 de Renfe, también conocidos como MABI. Para no confundirlas con los prototipos de SNCF de los años 60, habitualmente son referenciadas como BB 460000, siendo 4 el prefijo usado por FRET (la división de mercancías) en la SNCF.

## Motordiésel
Las locomotoras BB 60000 montan un motor diésel Caterpillar CAT 3508B, que desarrolla una potencia de 920 kW a 1.800 rpm. El motor térmico acciona el generador principal que alimenta los motores eléctricos de tracción.
El compartimento motor va aislado térmica y acústicamente, lo que convierte a estas locomotoras en máquinas muy silenciosas.

## Motores eléctricos
Los motores de tracción son eléctricos trifásicos asíncronos con rotor en jaula de ardilla, gobernados por semiconductores IGBT.

## Transmisión
Transmisión mecánica Voith.